# موديرنا
موديرنا (بالإنجليزية: Moderna)‏ هي شركة تقانة حيوية أمريكية يقع مقرها الرئيسي في كامبريدج، ماساتشوستس. تركز على اكتشاف الدواء،تطوير العقاقير وتطوير اللقاح.